# Bouygues
Bouygues S.A. (укр. вимова Буїг) — французька інженерна група зі штаб-квартирою у 8-му окрузі Парижа, Франція. 
Bouygues котирується на паризькій біржі Euronext і є синьою фішкою в індексі фондового ринку CAC 40. 
Компанію заснував в 1952 році Френсіс Буїг, а з 1989 р. її очолює його син Мартін Буїг.
Група спеціалізується на будівництві (Colas Group і Bouygues Construction), розвитку нерухомості (Bouygues Immobilier), ЗМІ (TF1 Group) і телекомунікаціях (Bouygues Telecom).

## Історія
Компанію заснував Френсіс Буїг в 1952 році. 

У 1970 році компанія Bouygues була зареєстрована на Паризькій фондовій біржі. 

У 1985 — 1986 роках Bouygues придбала дорожні будівельні групи Screg, Sacer і Colas;

пізніше реорганізована як Colas Group. 

У 1987 році компанія почала працювати з телевізійним каналом TF1
, 
а в 1988 році Bouygues переїхала до свого нового головного офісу, комплексу Челленджер, у Сен-Кантен-ан-Івлін. 

У 1996 році компанія запустила Bouygues Télécom
, 
а у 2006 році компанія придбала 23,26% Alstom. 

У 2010 році через свою дочірню компанію Nerem Telecom Bouygues також придбала HGT Telecom за 170 мільйонів доларів у Анрі Бенезра та його брата Аві. 

У 2014 році, після того, як Alstom поступилася своєю енергетичною діяльністю General Electric, Bouygues надала опціон на покупку уряду Франції, що дозволило йому придбати максимум 20% Alstom, якими зараз володіє група. 

У травні 2018 року компанія придбала австралійську будівельну компанію AW Edwards. 

У 2021 році Bouygues придбала бізнес технічних послуг Equans у Engie в результаті операції на суму 7,1 мільярда євро. 

## Бізнес-структура групи

### Будівництво

- Bouygues Construction (100 % акцій): будівництво, громадські споруди. Представлена в 80 країнах світу.
- Colas group (96.6 % акцій): будівництво автошляхів, ліній залізничного сполучення та їх обслуговування.
- Bouygues Immobilier (100 % акцій): будівництво житлової та комерційної нерухомості, готельний бізнес.

### Телекомунікації, медіа

- Bouygues Télécom (90,5 % акцій): стільниковий та стаціонарний зв'язок
- TF1 Group (43.9 % акцій): група телевізійного мовлення до якої входить with TF1 та 9 інших каналів.

### Транспорт
Alstom (28.3 % share): пасажирські перевезення, залізничне сполучення.

## Співпраця з Україною
- 26 жовтня 2016 року Чорнобильську АЕС з ознайомчим візитом відвідали представники керівництва групи компаній Bouygues — генеральний директор Bouygues Telecom Олів'є Русса, керівник підрозділу цивільного будівництва Bouygues Travaux Publics Жан Філіп Трін і член виконавчого комітету компанії Марк Адлер.[12]
- У травні 2015 року «Укравтодор» оголосив концесійний конкурс на будівництво дороги Львів — Краковець. Проте у вересні того ж року конкурсна міжвідомча комісія відхилила заявки обох претендентів — українського консорціуму «Концесійні транспортні магістралі» і французької Bouygues, тому що жодна з заявок не відповідала українському законодавству.[13]

## Реалізовані проекти

### Європа
- Парк-де-Пренс завершено в 1972[14]
- Tour First — 1974[15]
- Музей д'Орсе — 1986[16]
- Міст Іль-де-Ре — 1988[17]
- Велика арка Дефанс — 1989[18]
- Євротунель — 1994[19]
- Національна бібліотека Франції — 1995[20]
- Міст Нормандії — 1995[21]
- Стад-де-Франс — 1998[22]
- Розширення шпиталю Барнет[en] — 2002[23]
- Реконструкція Університетського шпиталю Західного Міддлесексу[en] — 2003 [24]
- Шпиталь Центрального Міддлесексу[en] — 2006[24]
- Розширення Брумфілдського шпиталю[en] у Челмсфорді — 2010[25]
- Розширення Університетського шпиталю Північного Міддлесексу[en] — 2010[26]
- Bouygues також бере участь у проекті High Speed 2, лот C1, працюючи як частина спільного підприємства, проект має завершитися в 2031[27]

### Африка
- Мечеть Хасана II в Касабланці, Марокко — 1992[28]
- Міст Анрі Конан Бедьє[en] в Абіджані, Кот-д’Івуар — 2014[29]

### Азія
- Туркменбаші Рухи мечеть
- Огузхан (палац)